# Thereuopoda
Thereuopoda är ett släkte av mångfotingar. Thereuopoda ingår i familjen spindelfotingar.
Kladogram enligt Catalogue of Life:
| Thereuopoda | \| \| Thereuopoda chinensis \| \| \| \| \| \| Thereuopoda clunifera \| \| \| \| \| \| Thereuopoda longicornis \| \| \| \| \| \| Thereuopoda sandakana \| \| \| \| |
|             | \| \| Thereuopoda chinensis \| \| \| \| \| \| Thereuopoda clunifera \| \| \| \| \| \| Thereuopoda longicornis \| \| \| \| \| \| Thereuopoda sandakana \| \| \| \| |
|             | Allothereua |
|             | |
|             | Ballonema |
|             | |
|             | Ballonemella |
|             | |
|             | Brasiloscutigera |
|             | |
|             | Diplacrophor |
|             | |
|             | Gomphor |
|             | |
|             | Parascutigera |
|             | |
|             | Pesvarus |
|             | |
|             | Phanothereua |
|             | |
|             | Podothereua |
|             | |
|             | Prionopodella |
|             | |
|             | Prothereua |
|             | |
|             | Scutigera |
|             | |
|             | Tachythereua |
|             | |
|             | Thereulla |
|             | |
|             | Thereuonema |
|             | |
|             | Thereuopodina |
|             | |
|             | Thereuoquima |
|             | |
|             | Thereuopoda chinensis |
|             | |
|             | Thereuopoda clunifera |
|             | |
|             | Thereuopoda longicornis |
|             | |
|             | Thereuopoda sandakana |
|             | |

|  | Thereuopoda chinensis   |
|  |                         |
|  | Thereuopoda clunifera   |
|  |                         |
|  | Thereuopoda longicornis |
|  |                         |
|  | Thereuopoda sandakana   |
|  |                         |